# 阿提卡
阿提卡（希臘語：Αττική），或稱阿提卡半岛，是一个希臘历史区域，包括首都雅典市及其周边郊区城镇在内的雅典都会区。它是一个伸入爱琴海的半岛，北面与维奥蒂亚专区接壤，西面与迈加里斯接壤。半岛的南端被称为拉夫里翁，是一个重要的采矿区。
阿提卡的历史与雅典的历史紧密相连，特别是在古典时期雅典的黄金时代。古代阿提卡（雅典城邦）从公元前508/7年，克利斯提尼的改革中被划分为Demoi或市镇，分为三个区域：雅典主城和比雷埃夫斯（雅典港口）地区的城市（astu），海岸线的沿海（paralia）和内陆（mesogeia）的内部。
当今的行政区划单位阿提卡大區比同名历史区域更广泛，包括隶属于西阿提卡专区迈加里斯，以及萨罗尼科斯群岛和基西拉岛，再加上伯罗奔尼撒半岛上的特里津-迈萨纳市镇。

## 地理
从行政區劃上看，阿提卡大区北接中希腊大区的维奥蒂亚，西接伯罗奔尼撒的科林斯。在地理上，它是一个伸入爱琴海的半岛，按照柏拉图的陈述，它被帕尔奈斯山脉（Parnes，今帕尔奈特斯山脉）从希腊大陆分隔开，向西则连接着科林斯地峡。半岛上的地形丰富，有丰饶的高地山谷、水流丰富的谷地、贫瘠的坡地以及肥沃的沿海和内陆平原。气候为典型的地中海气候，降水不够充裕（约400毫米），是制约农业的主要因素。南部褶皱的山地出产银矿和铅矿，自从青铜时代起就被开采。

## 历史
雅典是阿提卡地区历史最悠久的城市，自从黑暗时代起就显示有连续的历史，有些考古学家认为其他阿提卡城市也都是雅典城殖民的产物。该地区的文明以丰富的墓葬而闻名。历史上很少有派系斗争的记录，可能要归功于克里斯提尼的改革，建立了139个地方社区以分配权力。

## 文化
由于雅典在古希腊时期的繁荣，阿提卡希臘語成为使用最多的古希腊语，后来逐渐演变成希腊化时期的通用希臘語。

## 外部連結
- 阿提卡地区官方旅游信息网站 （英語和希臘語）